# アヌウォン・スタジアム
アヌウォン・スタジアム (英: Chao Anouvong Stadium、旧称：ラオス・ナショナルスタジアム) は、ラオスの首都ヴィエンチャンにある多目的スタジアムである。

## 概要
スタジアム名のアヌウォンとは、ヴィエンチャン王国最後の王であるアヌウォン王のこと。2009年にニュー・ラオス・ナショナルスタジアムが建設されるまでは国立競技場として利用されていた。国立競技場でなくなったことに伴い、現在の名称になった。収容人数は20,000人。
主にサッカーの試合に用いられ、サッカーラオス代表のホームスタジアムとしても用いられている。

## 交通アクセス
ワットタイ国際空港よりタクシーで約10 - 15分。